# Astyanax intermedius
Astyanax intermedius är en fiskart som beskrevs av Eigenmann, 1908. Astyanax intermedius ingår i släktet Astyanax och familjen Characidae. Inga underarter finns listade.